# Laurium, Michigan
Laurium är en ort i Houghton County i delstaten Michigan, USA.